# Scott Williams (dartsjátékos)
Scott Williams (Boston, 1990. január 18. –) angol dartsjátékos. 2019 és 2020 között a British Darts Organisation, majd 2022-től a Professional Darts Corporation tagja. Beceneve "Shaggy".

## Pályafutása

### BDO
Williams 2019 októberében kiharcolta a 2020-as BDO-dartsvilágbajnokságon való szereplést, amelynek selejtező körében véget ért számára a világbajnokság.

### PDC
2022-től már a PDC versenyein indult, ahol a PDC Challenge Tour-on már az első versenynapon megszerezte első győzelmét is. A versenyen többek között Robert Owent és Danny Laubyt is legyőzte, a döntőben pedig Lee Evanst győzte le 5–2 arányban.
Még ebben az évben a Players Championship 17. állomásán megszerezte első PDC tornagyőzelmét, a döntőben Nathan Aspinallt legyőzve.
2022. szeptemberében a WDF Europe Cup versenyén párosban, csapatban és a nemzetek közötti rangsorolásban is Európa-bajnoki címet szerzett.
Az év végén részt vett első PDC Világbajnokságán, ahol az első körben megszerezte első győzelmét is a Ryan Joyce ellen 3–1-re megnyert mérkőzésén. A második körben Rob Cross ellen 3–1-es vereséget szenvedett, így a legjobb 64 között búcsúzott a világbajnokságtól.

## Világbajnoki szereplései

### BDO
- 2020: Selejtező kör (vereség  Justin Thompson ellen 0–3)

### PDC
- 2023: Második kör (vereség  Rob Cross ellen 1–3)
- 2024: Elődöntő (vereség  Luke Humphries ellen 0–6)
- 2025: Harmadik kör (vereség  Ricardo Pietreczko ellen 1–4)

## Tornagyőzelmei
| Players Championships - Players Championship (NIE): 2022 Challenge Tour - Challenge Tour: 2022 (x4) | WDF Europe Cup - Férfi páros: 2022 - Férfi csapat: 2022 - Férfi összetett: 2022 |